# Assassin's Creed Syndicate
Assassin's Creed Syndicate (укр. Кредо Асасина: Синдикат) — відеогра в жанрі пригодницького бойовика, розроблена Ubisoft Quebec і видана Ubisoft. Це дев'ята основна частина в серії Assassin's Creed і наступниця Assassin's Creed Unity 2014 року. Вона була випущена 23 жовтня 2015 року для PlayStation 4 та Xbox One, і 19 листопада для Microsoft Windows.
Традиційно для серії, сюжет розгортається як криптоісторія і розповідає про продовження багатовікової боротьби між асасинами й тамплієрами у вікторіанському Лондоні. Близнюки-асасини Джейкоб та Іві Фрай просуваються стежками організованої злочинності та відбирають місто з-під контролю тамплієрів. Гра ведеться від третьої особи, а світом можна вільно переміщатися пішки або каретою. У грі представлені нові системи пересування і вдосконалена механіка бою та стелсу. Між близнюками можна перемикатися для підбору тактики.
Assassin's Creed Syndicate отримала схвальні відгуки. Критики високо оцінили візуальні ефекти, прихильність основних персонажів, особливо близнюків Фрай і антагоніста, переплетену структуру побічних квестів і основних завдань, креативний дизайн місій, а також безтурботність гри й захопливий сюжет. Критика була спрямована на непоказний фінал, а також застарілий та одноманітний ігровий процес і відсутність різноманітності моделей персонажів, але в цілому критики погодилися, що гра знанчо вдоскоанлена порівняно з Unity. Assassin's Creed Syndicate була номінована на кілька нагород у 2015 році, у тому числі на «Пригодницький бойовик» на The Game Awards. Її наступницею стала Assassin's Creed Origins, яка була випущена в жовтні 2017 року.

## Ігровий процес
Assassin's Creed Syndicate є відеогрою в жанрі пригодницького бойовика від третьої особи з елементами стелса, ігровий процес якої схожий з попередніми частинами серії. Гравець виконує квести — лінійні сценарії з поставленими цілями — щоб просуватися по сюжету. Поза квестами персонаж може вільно ходити по відкритому світу, щоб знайти додаткові завдання чи більше дізнатися про сюжет. Світ Syndicate складається з великої ділянки вікторіанського Лондона, який займає сім районів, набагато більше, ніж локації в попередніх частинах серії. Гравець також може виконувати побічні квести, які були розроблені для відображення боротьби за владу в Лондоні і пов'язані з основною історією гри. Відповідно до історичного контексту, який більше нагадує сучасність, міська варта попередніх частин замінена поліцією вікторіанської епохи, яка рідко атакує протагоніста, якщо в їхній присутності не здійснюється злочин; замість цього, головний ворог гравця — контрольована тамплієрами вулична банда під назвою «Шибеники».
Syndicate дозволяє гравцеві керувати двома персонажами: близнюками братом Джейкобом та сестрою Іві Фрай. Джейкоб є імпульсивним бунтівником, який спеціалізується на ближньому бою, в той час як Іві сильна до прихованої боротьби та покладається на свій розум і кмітливість. Крім того, Іві — перший жіночий головний герой основної серії, яким можна керувати. За виконання різноманітних дій, гравець отримує очки досвіду, які дають одиниці навичок, що можуть бути використані для відкриття нових здібностей, та ресурси, які потрібні для розвитку своєї банди і вдосконалення екіпіровки. Основною зброєю в Syndicate є кастети, компактний револьвер, тростина-клинок, непальський ніж кукрі і традиційний для серії прихований клинок. У грі також представлені нові системи для пересування по світу: мотузковий пусковий механізм, за допомогою якого гравець може швидко рухатися по будовам або створювати зіплайни між будівлями; карети, якими гравець може керувати або просто бути пасажиром, і можуть стати місцем бійок та паркурих переслідувань; і поїзд, який є основною базою для протагоністів протягом всієї гри.
На відміну від Assassin's Creed IV: Black Flag, попередньої частини серії, в Syndicate відсутні багатокористувацький режим і додаток «Companion App».

## Сетинг і персонажі
Основні події Assassin's Creed Syndicate відбуваються в 1868 році, під час промислової революції, коли вигадане Братство асасинів було практично знищено у вікторіанському Лондоні, а саме місто перебуває під цілковитим контролем Ордена тамплієрів.
Головні протагоністи, близнюки Джейкоб та Іві Фрай, прибувають до Лондона з містечка Кроулі для звільнення міста, проникнувши та об'єднавши його злочинний світ, і водночас розшукати могутній стародавній артефакт, відомий як Частка Едему. Перебуваючи в Лондоні, близнюки Фрай знайомляться і співпрацюють із Генрі Гріном, одним з міських асасинів, а також такими історичними діячами, як письменник Чарлз Дікенс, біолог Чарлз Дарвін, винахідник Александер Грем Белл, політичний теоретик Карл Маркс, медсестра Флоренс Найтінгейл, махараджа Дуліп Сінґх, інспектор Скотленд-Ярда Фредерік Абберлайн, і королева Вікторія. Лідія Фрай, внучка Джейкоба, допомагає Вінстону Черчиллю боронити Лондон від нової ворожої шпигунської фракції під час Першої світової війни.
Орден тамплієрів представлений в особі головного антагоніста Кроуфорда Старріка, який контролює різні сфери діяльності в Лондоні через своїх довірених осіб. Одними з основних ворогів є банда «Шибеники» — поплічники тамплієрів, які тримають під контролем вуличні райони міста.

## Сюжет
На початок 1868 року, Лондон перебуває під контролем Ордена тамплієрів уже сотню років, тоді як Братство асасинів у місті занепало. Кроуфорд Старрік, Великий магістр Ордена і впливова фігура в лондонській промисловості та його злочинному світі, використовує своє багатство і вплив для збільшення політичної влади тамплієрів, прагнучи перетворити Британську імперію в пішака Ордена. Генрі Грін, один з останніх асасинів міста, вкотре звертається до Ради Братства в Кроулі з проханням про допомогу. Тим часом у Кройдоні, близнюки Джейкоб та Іві Фрай пробираються на металоплавильний завод, щоб усунути корумпованого промислового магната-тамплієра Руперта Ферріса і фізика Девіда Брюстера. Вони стають свідками того як робітників несправедливо карають і нехтують їхньою безпекою. Джейкобу вдається вбити Руперта, після чого він тікає на потязі. Його переслідують бандити, що спричиняє аварію, але асасин виживає. Іві тим часом убиває Девіда та вирушає в домовлене місце зустрічі з братом.
Всупереч наказу свого наставника Джорджа Вестгауза, близнюки вирушають на допомогу Гріну в Лондон, щоб відродити тамтешнє Братство й продовжити справу свого померлого батька. Близнюки знаходять Гріна і створюють банду «Граки» на противагу «Шибеникам». Уклавши союз з інспектором Фредеріком Абберлайном, близнюки починають звільнення міста, водночас намагаючись знайти Частку Едему, могутній стародавній артефакт, який дозволив би Кроуфорду впливати на розум людей.
Близнюкам вдається затримати розшукуваних «Шибеників» і заручаються підтримкою дівчинки Клари О'ді, яка інформує їх про події в місті через безпритульних. Потім вони вбивають Рексфорда Кейлока, тамплієра, що керував бандами у Вайтчепелі. Асасини реквізують потяг Рексфорда, що стає їхньою пересувною базою.
Генрі Грін знайомить близнюків з винахідником Александером Беллом, який ремонтує клинок Джейкоба і перетворює його на метальний гак. Взамін асасини допомагають йому створити телеграфну лінію. Джейкоб після цього планує подальшу боротьбу проти Кроуфорда, а Іві береться за пошуки Частки Едему.
Джейкоб довідується, що в лондонців популярний напій «Сироп спокою Старріка». Підозрюючи тут якийсь злочин, Джейкоб об'єднується з Чарльзом Дарвіном, і разом вони розкривають, що в напій додається наркотик, який заспокоює споживачів, але поступово вбиває їх. Джейкоб відстежує і знищує завод Старріка з виробництва сиропу, та вбиває його винахідника, доктора Джона Елліотсона. Джейкоб послабляє контроль тамплієрів над транспортною інфраструктурою міста, вбивши Малкольма Мілльнера, очільника омнібусні компанії, і завдає шкоди фінансовим інтересам Старріка, розправившись з банкіром Філіпом Тапенні, який мав намір пограбувати Банк Англії та вкрасти його золотий запас. Також, він запобігає змові Ордена із метою вбивства прем'єр-міністра Великої Британії Бенджаміна Дізраелі, вбивши графа Кардігана, який спланував напад на прем'єр-міністра, що істотно зменшує політичний вплив Старріка. Джейкоб погоджується на альянс з «Шибениками» та їхнім лідером Максвеллом Ротом, але вбиває його після того, як Рот обманом змушує його підірвати будівлю з дітьми-робітниками.
Тим часом Іві добуває щоденник асасина і, дотримуючись прихованої у ньому інформації, проникає в особняк Едварда Кенвея, де знаходить підказки щодо місцезнаходження Плащаниці Едему, однією з Часток, що дає здатність до регенерації і зцілення. Іві вирушає в лондонський Тауер, можливе місце сховища артефакта, де вбиває Люсі Торн, головну поборницю Старріка, яка говорить перед смертю, що Плащаниця зберігається в іншому місці. Крім пошуків Частки, Іві допомагає виправити непередбачені наслідки вбивств Джейкоба, такі як брак ліків та інфляція валюти.
У зв'язку зі смертю своїх сподвижників, Старрік вирішує особисто відшукати Плащаницю. На той час, відносини між близнюками Фрай стають вкрай напруженими, коли вони вступають у суперечку з приводу необережності Джейкоба та вбачаної бездіяльності Іві. Грін, вважаючи, що Плащаниця зберігається в Букінгемському палаці, попереджає близнюків, що Старрік планує увірватися туди, вкрасти артефакт і вбити всіх глав британської церкви та держави. Джейкоб та Іві погоджуються співпрацювати разом востаннє, після чого розійтися. Вони проникають на бал, що проводиться в палаці, де зустрічаються з королевою Вікторією й самим Старріком, який знаходить сховище й надягає Плащаницю. Завдяки артефакту Старрік стає безсмертним, Джейкоб пронизує його клинком, але той миттєво зцілюється. В ході запеклої боротьби Старрік перемагає близнюків і намагається їх задушити, проте його відволікає ударом Грін. Іві вдається зірвати зі Старріка Плащаницю і близнюки одночасно пронизують його клинками.
Близнюки повертають Плащаницю в сховище, примиряються й погоджуються продовжити спільну роботу. Іві згодом одружується з Генрі. На знак визнання їхніх діянь, королева Вікторія проводить аколаду близнюків у Найшляхетніший Орден Підв'язки й повідомляє, що іще звернеться до них.

## Розробка
У липні 2014 року, Ubisoft оголосила, що Ubisoft Quebec візьме на себе провідну розробку в рамках «великих інвестицій» в студію, яка брала участь у створенні шести попередніх ігор серії, а також «The Tyranny of King Washington» і «Freedom Cry», завантажуваних вмістів для Assassin's Creed III і Assassin's Creed IV: Black Flag відповідно. Assassin's Creed Syndicate є другою основною частиною серії після Rogue 2014 року, розробленою не Ubisoft Montreal. Марк-Алексіс Коте став креативним директором гри, в той час як Франсуа Пелланд повернувся в якості старшого продюсера; до Syndicate, Коте займав різні посади під час роботи над Brotherhood, Revelations, Assassin's Creed III і вищезгаданого «Freedom Cry», а Пелланд був продюсером Assassin's Creed III. Лідія Ендрю, звукорежисер гри, раніше працювала над Assassin's Creed III, Black Flag і Unity. Історик Жан-Вінсент Рой, який був консультантом по Syndicate, раніше консультував Assassin's Creed III, і займав інші посади в Ubisoft. Гра також є першою в серії, в якій присутній неігровий трансгендерних персонаж. Ubisoft Quebec займалася розробкою Syndicate більше двох років і співпрацювала з дванадцятьма іншими студіями Ubisoft по всьому світу, включаючи Ubisoft Bucharest, Ubisoft Kyiv, Ubisoft Montpellier, Ubisoft Montreal та Ubisoft Shanghai, кожна з яких виконувала індивідуальні завдання; наприклад, монреальський підрозділ відповідав за створення натовпу і програмування паркура, тоді як київський — за версію гри для ПК.
Інформація про Syndicate, яка під час розробки називалася Assassin's Creed Victory, вперше була опублікована 2 грудня 2014 року на вебсайті Kotaku, де були опубліковані роздобуті подробиці та скріншоти з семихвилинного відеозапису ігрового процесу. Ubisoft підтвердила розробку гри і пізніше випустила заяву, в якій компанія висловила розчарування з приводу витоку «внутрішніх активів, не призначених для суспільного споживання», але заявила, що вони «раді офіційно розкрити те, над чим студія працює пізніше». Анонс Assassin's Creed Syndicate відбувся 12 травня 2015 року.

### Музика
Музичний супровід для Assassin's Creed Syndicate був написаний американським композитором Остіном Вінторі, який до цього займався такими проєктами як Journey та The Banner Saga, а також безліччю інших, включно з фільмами; за Journey Вінторі був номінований на премію «Греммі» в категорії «Найкращий саундтрек до візуального подання». Лідія Ендрю, звукорежисер Syndicate, зв'язалася з Вінторі наприкінці 2014 року, повідомивши йому, що Ubisoft зацікавлена в тому, щоби запросити його для роботи над саундтреком, сказавши: «Ми хочемо спробувати щось нове. Ми хочемо почути те, що здивує нас». Оскільки велика частина інформації стосовно гри була недоступна через угоду про нерозголошення, Вінторі знав лише те, що дії відбуваються у вікторіанському Лондоні й деякі деталі біографії головних героїв.
Розмірковуючи над напрямом музичного супроводу, композитор зупинив свій вибір на камерній музиці з елементами вальсу й арій. Вибір камерної музики був зумовлений тим, що, за словами Вінторі, вона «економічна» й «по-справжньому рухлива […] та естетично сумісна з вікторіанським Лондоном», тоді як вальс служив для нього уособленням сцен боїв, навевши в приклад композицію «Top Hats and Sword Canes». Хоча він сумнівався в схваленні свого бачення, Ubisoft була вражена таким підходом, який Вінторі назвав «неомендельсоновським», описавши його як «суміш дуже модерністського звучання зі звуком камерної музики 19-го століття».
Замість залучення оркестру, Вінторі співпрацював із камерним ансамблем із дев'яти осіб і двох солістів, щоби «зобразити смертельну точність, з якою рухаються асасини». Композитор зосередив першочергову увагу на передачі емоційного стану персонажів та ідей у грі, оскільки, на його думку, «не обов'язково починати побудову музики навколо періоду часу, тому що він уже представлений грою». Намагаючись відійти від «футуристичних науково-фантастичних елементів» минулих частин серії, Вінторі, більшою мірою, покладався на музичні традиції вікторіанської епохи, щоби створити більш інтимні й зухвалі музичні теми. У композиції «Too Dreadful a Practice for This Open Air», Вінторі використав лібрето Наума Тейта з опери «Дідона й Еней» бароко-композитора Генрі Перселла.
Ідею запису оригінальних гімнів і народних пісень, які розповідали б про головних героїв та їхніх жертв, а також подальше відтворення композицій через вуличних музикантів в самій грі, піднесла звукорежисер Лідія Ендрю, щоби у такий спосіб «розкрити Лондон». Вінторі сказав: «Думка полягала в тому, що якийсь анонімний композитор десь спостерігає, як дві таємничі фігури маніпулюють Лондоном і грають із балансом сил. І він починає писати про це пісні». Задля цього, Вінторі тісно співпрацював із музичним комедійним ансамблем Tripod з Австралії, який написав лірику до шести «балад про вбивство».
Під час роботи над саундтреком, Вінторі втратив двох близьких людей, що відобразилося на написанні музики: «[Мені] доводилося писати в періоди досить сильного особистого горя й почуття втрати […] Я був змушений спробувати висловити мої траур і скорботу у своїх творах та спробувати дати музиці бути віддушиною». За його зізнанням, композиція «Underground», наряду з іншими, прямо висловлює його почуття перенесеної втрати; «Underground» згодом була номінована на премію «Hollywood Music in Media», проте програла композиції авторства Пола Маккартні «Hope for the Future» з гри Destiny.
Саундтрек було випущено 23 жовтня 2015 року в Amazon MP3 та iTunes, і того ж дня було випущено збірку The Sound of Assassin's Creed Syndicate, яка більшою мірою містила композиції, що не увійшли в основний альбом. Беар Макрірі написав музику для завантажуваного вмісту «Jack the Ripper»; саундтрек був випущений 15 грудня 2015 року.

## Випуск
Assassin's Creed Syndicate була випущена 23 жовтня 2015 року для PlayStation 4 та Xbox One, і 19 листопада для Microsoft Windows. Іграшкові репліки тростини-клинка і поруча з прихованим клинком, зроблених в натуральну величину, були доступні для покупки після випуску. Гравці, які оформили попереднє замовлення Syndicate, отримали доступ до місії «The Darwin and Dickens Conspiracy».

### Видання
Окрім стандартного видання Assassin's Creed Syndicate і видання за підпискою Uplay+, було випущено п'ять інших.
| Контент                                        | Видання            | Видання        | Видання        | Видання                    | Видання              | Видання                           | Видання                      |
| Контент                                        | Стандартне видання | Видання Uplay+ | Золоте видання | Колекційне видання «Граки» | Видання колекціонера | Колекційне видання «Чарінг-Кросс» | Колекційне видання «Біг-Бен» |
| ---------------------------------------------- | ------------------ | -------------- | -------------- | -------------------------- | -------------------- | --------------------------------- | ---------------------------- |
| Гра                                            | Так                | Так            | Так            | Так                        | Так                  | Так                               | Так                          |
| Цифровий контент                               |                    |                |                |                            |                      |                                   |                              |
| Сезонний абонемент                             | Ні                 | Так            | Так            | Ні                         | Так                  | Ні                                | Так                          |
| Місія «The Darwin and Dickens Conspiracy»      | Ні                 | Ні             | Так            | Так                        | Так                  | Так                               | Так                          |
| Місія «Runaway Train»                          | Ні                 | Ні             | Ні             | Так                        | Ні                   | Так                               | Так                          |
| Фізичний контент                               |                    |                |                |                            |                      |                                   |                              |
| Колекційна коробка                             | Ні                 | Ні             | Ні             | Так                        | Так                  | Так                               | Так                          |
| Двостороння карта Лондона                      | Ні                 | Ні             | Ні             | Так                        | Так                  | Так                               | Так                          |
| Артбук                                         | Ні                 | Ні             | Ні             | Так                        | Так                  | Так                               | Так                          |
| Диск з офіційним саундтреком                   | Ні                 | Ні             | Ні             | Так                        | Так                  | Так                               | Так                          |
| Фігурка Джейкоба на перетині залізничних колій | Ні                 | Ні             | Ні             | Ні                         | Так                  | Так                               | Ні                           |
| Фігурка Джейкоба на Біг-Бені                   | Ні                 | Ні             | Ні             | Ні                         | Ні                   | Ні                                | Так                          |
| Унікальний стілбук                             | Ні                 | Ні             | Ні             | Ні                         | Ні                   | Ні                                | Так                          |
| Ексклюзивна номерна літографія                 | Ні                 | Ні             | Ні             | Ні                         | Ні                   | Ні                                | Так                          |
| Ексклюзивна фляга                              | Ні                 | Ні             | Ні             | Ні                         | Ні                   | Ні                                | Так                          |

### Завантажуваний вміст
Assassin's Creed Syndicate отримала різноманітний як платний, так і безплатний завантажуваний вміст у вигляді таких доповнень як місії, костюми і зброя, та сезонний абонемент, який поміж іншого надає ексклюзивний доступ до місії «A Long Night Out on the Town».
- «The Dreadful Crimes» — сюжетне доповнення, яке розширює систему розслідування злочинів Unity та ставить перед гравцями завдання розкрити справи про вбивства, співпрацюючи за такими історичними постатями, як Артур Конан Дойл, Генрі Реймонд і Чарлз Дікенс[60][61][62]. Доповнення було одним із бонусів за попереднє замовлення гри для PlayStation 4, а також залишалося ексклюзивом консолі до 31 березня 2016 року[60][63], після чого було випущено 11 квітня для Windows[64]. На відміну від нижчезгаданих наборів і сюжетних доповнень, «The Dreadful Crimes» не було включено до сезонного абонементу[61][65].
- «Steampunk Pack» — набір, випущений 3 листопада 2015 року, містить костюм для Джейкоба, три види зброї і два предмети спорядження[56].
- «Victorian Legends Pack» — набір, випущений 17 листопада 2015 року, містить костюм для Іві, три різновида зброї і два предмети спорядження[57].
- «Jack the Ripper» — сюжетне доповнення, концепція якого стилістично схожа з «The Dreadful Crimes», оповідає про події, що сталися в 1888 році, коли Іві Фрай повертається в Лондон після 20-річної відсутності, щоби розслідувати вбивства, вчинені сумнозвісним Джеком-Різником, та вистежити його, і знайти свого брата Джейкоба, зниклого після сутички зі злочинцем[63]. Окрім Іві Фрай, гравець також керує Джеком-Різником у кількох місіях[66]. Доповнення було випущено 15 грудня 2015 року для PlayStation 4 та Xbox One, і 22 грудня для Microsoft Windows[67].
- «Streets of London Pack» — набір, випущений 19 січня 2016 року, містить місії «The Darwin and Dickens Conspiracy» та «Runaway Train», а також 13 різновидів зброї, 6 предметів спорядження і три костюма для Джейкоба та Іві[58].
- «The Last Maharaja» — сюжетне доповнення в якому Джейкоб та Іві Фрай допомагають Дуліпу Сінґху протистояти Британській Ост-Індійській компанії й тамплієрам, які намагаються вбити його[68]. Доповнення було випущено 1 березня 2016 року для всіх платформ[21].

## Оцінки й відгуки
| Агрегатор  | Оцінка                                 |
| ---------- | -------------------------------------- |
| Metacritic | (ПК) 74/100 (PS4) 76/100 (XONE) 78/100 |

| Видання                   | Оцінка |
| ------------------------- | ------ |
| Electronic Gaming Monthly | 8.5/10 |
| Game Informer             | 9/10   |
| GameRevolution            | [ 74 ] |
| GameSpot                  | 9/10   |
| GamesRadar+               | [ 18 ] |
| Giant Bomb                | [ 19 ] |
| IGN                       | 8.2/10 |
| PC Gamer (США)            | 66/100 |

Assassin's Creed Syndicate отримала «загалом сприятливі» відгуки версій для PlayStation 4 та Xbox One, в той час як версія гри для ПК отримала «змішані або середні» відгуки критиків, за даними агрегатора рецензій Metacritic.
Алекса Рей Корріа з GameSpot похвалила універсальність нової бойової системи Syndicate, а також красу мапи й доданий мотузковий механізм. Вона назвала гру «тріумфальним поверненням до форми для франшизи».
Даніел Крупа з IGN дав грі оцінку 8.2/10, назвавши дизайн міста й безтурботний сюжет її яскравими моментами, але розкритикувавши одноманітні бої, водночас зазначивши, що вони стали ліпше, ніж в Unity.
Бретт Македонський з Destructoid дав грі 7.5/10, високо оцінивши персонажів, які є такими, що запам'ятовуються, та унікальність місій із вбивств. Проте, він також заявив, що «майже всі помилки пов'язані з ігровим процесом», критикуючи бойову механіку й механіку управління каретою. Крім того, він визнав, що мотузковий механізм дійсно полегшив пересування Лондоном, але відчув, що це «схоже на обман» і позбавляє задоволення від лазіння в серії.
Крістофер Лівінгстон з PC Gamer дав грі 66/100. Він похвалив персонажів і основні місії, але зазначив, що побічні квести одноманітні й не так приємні, а «новизна закінчується за кілька годин до закінчення гри».

### Продажі
Assassin's Creed Syndicate дебютувала на першій сходинці у Великій Британії за версією Chart-Track. Проте, у перший тиждень вона стала другою найгіршою з продажу грою франшизи у Великій Британії, поступившись тільки Assassin's Creed Rogue. Відповідно до звітів Ubisoft, низькі продажі в перший тиждень були пов'язані з випуском Assassin's Creed Unity у 2014 році, який негативно вплинув на продажі через сумнозвісну кількість багів і збоїв. Продажі Syndicate на другому тижні перевищили продажі Unity. Гра стала дев'ятою найбільш продаваною роздрібною грою у Великій Британії. Станом на лютий 2016 року, у всьому світі було продано понад 4,12 млн одиниць гри.

### Похвали
У квітні 2020 року, Game Informer оцінив гру як другу найкращу в серії Assassin's Creed на сьогоднішній день. Assassin's Creed Syndicate увійшла до кількох списків кращих відеоігор 2015 року, в тому числі GamesRadar+, GameSpot, Complex, Eurogamer, Screen Rant і Kotaku. У жовтні 2020 року, Game Informer назвав Syndicate однією з найкращих ігор покоління.
| Рік  | Нагорода                                              | Категорія                                                | Одержувач                                                           | Результат | Прим.         |
| ---- | ----------------------------------------------------- | -------------------------------------------------------- | ------------------------------------------------------------------- | --------- | ------------- |
| 2015 | Hollywood Music in Media Awards                       | Пісня — Відеогра                                         | Tripod та Остін Вінторі («Underground»), Assassin's Creed Syndicate | Номінація | [ 44 ]        |
| 2015 | The Game Awards                                       | Найкращий бойовик / пригодницька гра                     | Assassin's Creed Syndicate                                          | Номінація | [ 90 ]        |
| 2015 | Canadian Videogame Awards                             | Гра року                                                 | Assassin's Creed Syndicate                                          | Перемога  | [ 91 ] [ 92 ] |
| 2015 | Canadian Videogame Awards                             | Найкраща гра для консолей                                | Assassin's Creed Syndicate                                          | Номінація | [ 91 ] [ 92 ] |
| 2015 | Canadian Videogame Awards                             | Найкраща анімація                                        | Assassin's Creed Syndicate                                          | Перемога  | [ 91 ] [ 92 ] |
| 2015 | Canadian Videogame Awards                             | Найкращий звук                                           | Assassin's Creed Syndicate                                          | Перемога  | [ 91 ] [ 92 ] |
| 2015 | Canadian Videogame Awards                             | Найкращий ігровий дизайн                                 | Assassin's Creed Syndicate                                          | Номінація | [ 91 ] [ 92 ] |
| 2015 | Canadian Videogame Awards                             | Найкращі нові персонажі                                  | Джейкоб та Іві Фрай, Assassin's Creed Syndicate                     | Перемога  | [ 91 ] [ 92 ] |
| 2015 | Canadian Videogame Awards                             | Найкраще художне оформлення                              | Assassin's Creed Syndicate                                          | Перемога  | [ 91 ] [ 92 ] |
| 2015 | Canadian Videogame Awards                             | Найкращий сценарій                                       | Assassin's Creed Syndicate                                          | Номінація | [ 91 ] [ 92 ] |
| 2015 | Canadian Videogame Awards                             | Fans' Choice Award: Найкраща гра канадського виробництва | Assassin's Creed Syndicate                                          | Номінація | [ 91 ] [ 92 ] |
| 2016 | Best of 2015 Awards (Game Revolution)                 | Найкращий пригодницький бойовик                          | Assassin's Creed Syndicate                                          | Номінація | [ 93 ]        |
| 2016 | Best of 2015 (IGN)                                    | Гра року для PlayStation 4                               | Assassin's Creed Syndicate                                          | Номінація | [ 94 ]        |
| 2016 | Best of 2015 (IGN)                                    | Найкращий пригодницький бойовик                          | Assassin's Creed Syndicate                                          | Номінація | [ 94 ]        |
| 2016 | Best of 2015 (IGN)                                    | Найкраща оригінальна музика                              | Assassin's Creed Syndicate                                          | Номінація | [ 94 ]        |
| 2016 | Best of 2015 (IGN)                                    | Найкраще акторське виконання                             | Assassin's Creed Syndicate                                          | Номінація | [ 94 ]        |
| 2016 | Writers Guild of America Awards                       | Видатне досягнення у написанні відеоігор                 | Марк-Алексіс Кот, Гюго Джард, Корі Мей, Джеффрі Йохалем та ін.      | Номінація | [ 95 ]        |
| 2016 | D.I.C.E. Awards                                       | Видатне досягнення в анімації                            | Assassin's Creed Syndicate                                          | Номінація | [ 96 ]        |
| 2016 | D.I.C.E. Awards                                       | Видатне досягнення в персонажах                          | Іві Фрай                                                            | Номінація | [ 96 ]        |
| 2016 | SXSW Gaming Awards                                    | Досконалість в анімації                                  | Assassin's Creed Syndicate                                          | Номінація | [ 97 ]        |
| 2016 | SXSW Gaming Awards                                    | Досконалість в мистецтві                                 | Assassin's Creed Syndicate                                          | Номінація | [ 97 ]        |
| 2016 | SXSW Gaming Awards                                    | Досконалість в анімації                                  | Assassin's Creed Syndicate                                          | Номінація | [ 97 ]        |
| 2016 | National Academy of Video Game Trade Reviewers Awards | Анімація, художність                                     | Assassin's Creed Syndicate                                          | Номінація | [ 98 ]        |
| 2016 | National Academy of Video Game Trade Reviewers Awards | Художнє оформлення, історичний вплив                     | Assassin's Creed Syndicate                                          | Номінація | [ 98 ]        |
| 2016 | National Academy of Video Game Trade Reviewers Awards | Дизайн персонажів                                        | Assassin's Creed Syndicate                                          | Номінація | [ 98 ]        |
| 2016 | National Academy of Video Game Trade Reviewers Awards | Дизайн костюмів                                          | Assassin's Creed Syndicate                                          | Номінація | [ 98 ]        |
| 2016 | National Academy of Video Game Trade Reviewers Awards | Ігровий дизайн, франшиза                                 | Assassin's Creed Syndicate                                          | Номінація | [ 98 ]        |
| 2016 | National Academy of Video Game Trade Reviewers Awards | Освітлення / Текстурування                               | Assassin's Creed Syndicate                                          | Номінація | [ 98 ]        |
| 2016 | National Academy of Video Game Trade Reviewers Awards | Монтаж звуку в ігровому кіно                             | Assassin's Creed Syndicate                                          | Номінація | [ 98 ]        |
| 2016 | British Academy Games Awards                          | Художні досягнення                                       | Assassin's Creed Syndicate                                          | Номінація | [ 99 ]        |
| 2016 | British Academy Games Awards                          | Досягнення в звуці                                       | Assassin's Creed Syndicate                                          | Номінація | [ 99 ]        |
| 2016 | British Academy Games Awards                          | Музика                                                   | Assassin's Creed Syndicate                                          | Номінація | [ 99 ]        |